# World Matchplay (снукер)
World Matchplay — профессиональный снукерный нерейтинговый турнир, проводившийся в 1950-х и 1980-х годах. 

## История
Впервые World Matchplay был проведён в 1952 году в качестве замены чемпионату мира. В нём принимали участие большинство игроков-профессионалов, они же были и организаторами турнира. Первым победителем стал Фред Дэвис, он же оставался доминирующим игроком этого «чемпионата мира». После 1957 World Matchplay перестал проводиться из-за непопулярности снукера в целом.
Возобновился турнир в 1976 году в Мельбурне (Австралия), с разрешения WPBSA и под названием World Professional Matchplay Championship, однако он был полностью проигнорирован массмедиа. Тем не менее, на матчи пришли посмотреть много болельщиков, так как фаворитом турнира выглядел местный игрок Эдди Чарльтон. Он и стал победителем, обыграв в финале Рэя Риардона 31:24. После этого World Matchplay снова на некоторое время прекратил существование, и в следующий раз был проведён в 1988 году по инициативе Барри Хирна. На этот раз в соревновании принимали участие 12 сильнейших снукеристов в предварительном мировом рейтинге. Турнир продержался до 1992 года; в разное время его спонсорами были компании Everest и Coalite, а призовой фонд первого же возобновлённого World Matchplay составил рекордные на то время 100 000 фунтов стерлингов. В 1988—1989 гг. матчи турнира игрались в Брентвуде, а с 1990 по 1992 года — в Донкастере. Всё это время игры World Matchplay транслировал канал ITV, а сам турнир проводился уже в качестве замены World Doubles Championship. Последним чемпионом World Matchplay стал тайский игрок Джеймс Уоттана, победивший в финале Стива Дэвиса 9:4.

## Победители
| Год  | Победитель     | Финалист          | Счёт  | Сезон   |
| ---- | -------------- | ----------------- | ----- | ------- |
| 1952 | Фред Дэвис     | Уолтер Дональдсон | 38:35 | n/a     |
| 1953 | Фред Дэвис     | Уолтер Дональдсон | 37:34 | n/a     |
| 1954 | Фред Дэвис     | Уолтер Дональдсон | 39:21 | n/a     |
| 1955 | Фред Дэвис     | Джон Палмен       | 37:34 | n/a     |
| 1956 | Фред Дэвис     | Джон Палмен       | 38:35 | n/a     |
| 1957 | Джон Палмен    | Джейки Ри         | 39:34 | n/a     |
| 1976 | Эдди Чарльтон  | Рэй Риардон       | 31:24 | 1976/77 |
| 1988 | Стив Дэвис     | Джон Пэррот       | 9:5   | 1988/89 |
| 1989 | Джимми Уайт    | Джон Пэррот       | 18:9  | 1989/90 |
| 1990 | Джимми Уайт    | Стивен Хендри     | 18:9  | 1990/91 |
| 1991 | Гэри Уилкинсон | Стив Дэвис        | 18:11 | 1991/92 |
| 1992 | Джеймс Уоттана | Стив Дэвис        | 9:4   | 1992/93 |